# .sz
.sz este un domeniu de internet de nivel superior, pentru Eswatini (ccTLD).